# Умуткер
Умутке́р (каз. Үміткер) — село у складі Бухар-Жирауського району Карагандинської області Казахстану. Адміністративний центр Умуткерського сільського округу.
Населення — 693 особи (2021; 864 у 2009, 1401 у 1999, 1507 у 1989).
Національний склад станом на 1989 рік:
- казахи — 100 %.